# Gaius Vettius Gratus Sabinianus
 (juin 2016).
Gaius Vettius Gratus Sabinianus (fl. aut. 215-221) était un homme politique de l'Empire romain.

## Biographie
Fils de Caius Vettius Gratus Sabinianus (fl. aut. 190) et de sa femme Cornelia Arria, petit-fils paternel de Gaius Vettius Sabinianus Julius Hospes et de sa femme, une Grada, et petit-fils maternel de Servius Cornelius Scipio Salvidienus Orfitus et de sa femme Sextia Arria,.
Il fut questeur autour de 215 et consul en 221[réf. nécessaire].
Il s'est marié avec une Attica et dont il eut deux fils, Gaius Vettius Atticus Gratus Sabinianus et Vettius Gratus[style à revoir].